# Поземлен имот
Поземлен имот е част от земната повърхност, включително и тази, която трайно е покрита с вода, определена с граници съобразно правото на собственост.
Поземлените имоти образуват територията на България, определена от държавните граници, без да се припокриват един с друг.
Държавните граници, границите на административно-териториалните единици (т.е. на областите и общините), землищните граници и границите на територии с еднакво трайно предназначение са граници и на поземлени имоти.
Всеки поземлен имот получава в кадастъра идентификатор – уникален номер, чрез който имотът се посочва еднозначно за територията на страната. Структурата и съдържанието на идентификатора, както и условията и редът за ползването му са определени с наредба, издадена от министъра на регионалното развитие и благоустройството.